# Selbstmordanschlag in Gaziantep
Bei einem Selbstmordanschlag in Gaziantep im türkischen Südostanatolien wurden am 20. August 2016 mindestens 54 Personen getötet und 66 weitere verletzt.

## Tathergang
Gegen 22:50 Uhr Ortszeit (21:50 MESZ) sprengte sich ein Selbstmordattentäter im Stadtviertel Akdere (Landkreis Şahinbey) im Süden der Stadt Gaziantep auf einer Hochzeitsfeier in die Luft. Die HDP gab an, es habe sich um eine Hochzeit kurdischer Familien gehandelt, die auch Mitglieder der HDP gewesen seien. Bei der Feier habe es sich um die Henna-Nacht vor der Hochzeit gehandelt, weshalb unter den Toten viele Frauen und Kinder seien. Das Brautpaar wurde verletzt. Am Tatort wurden Reste eines Sprengstoffgürtels gefunden. Augenzeugen berichteten von durch die Luft geschleuderten Metallteilen. Zahlreichen Opfern wurden Körperteile abgerissen.
Bei dem Anschlag starben 54 Menschen und 66 weitere wurden verletzt. Unter den Toten waren 22 Kinder.

## Reaktionen
Ein Parlamentsfunktionär der regierenden AKP-Partei machte den Islamischen Staat (IS) für den Anschlag verantwortlich. Die HDP erklärte, Pläne für einen Angriff auf eine „Kurdenhochzeit“ seien Bestandteil der Anklageschriften gegen diejenigen, die das Massaker beim Friedensmeeting im Oktober in Ankara verübt hätten, und sie warf der politischen Führung vor, diese habe „trotz Warnungen nicht die erforderlichen Schritte unternommen, um so etwas zu verhindern.“ In der HDP-Mitteilung hieß es ferner wörtlich: „Die Sprache des Abscheus, die die politische Führung verwendet und die Diskriminierung, die sie im Bereich der demokratischen Politik geschaffen hat, bereiten den Boden für solche Angriffe. Jene, die Hass und Feindschaft gegenüber den Kurden säen und fördern, begehen eine große Sünde.“
Die deutsche Bundeskanzlerin Angela Merkel bezeichnete den Anschlag als Akt „feiger und hinterhältiger Gewalt“ und erklärte, die Bundesregierung stehe „im Kampf gegen den Terrorismus weiter eng an der Seite der Türkei.“
Am 24. August 2016 griff die Türkei den IS in Syrien mit Bodentruppen an.